# Pascal Fabre
Pascal Fabre, francoski dirkač Formule 1, * 9. januar 1960, Lyon, Francija.

## Življenjepis
Mednarodno kariero je začel v prvenstvu Evropske Formule 2 v sezoni 1982, ko je zasedel petnajsto mesto v prvenstvu. Po letu premora je nastopil še v sezoni 1984, ko je z eno zmago zasedel osmo mesto v prvenstvu. Nato se je preselil v Formulo 3000, kjer je v naslednji sezoni 1985 zasedel šestnajsto mesto v prvenstvu, v sezoni 1986 pa z eno zmago sedmo mesto v prvenstvu.  V Formuli 1 je debitiral v sezoni 1987, ko je nastopil na prvih štirinajstih dirkah sezone in kot najboljša rezultata dosegel deveti mesti na Velikih nagradah Francije in Velike Britanije, dosegel pa je še šest uvrstitev med desetim in trinajstim mestom. Dve dirki pred koncem sezone se je upokojil kot dirkač.

## Popolni rezultati Formule 1
(legenda) (odebeljene dirke pomenijo najboljši štartni položaj, poševne pa najhitrejši krog, †-uvrščen kljub odstopu)
| Leto | Moštvo             | Šasija   | Motor       | 1      | 2      | 3      | 4      | 5       | 6     | 7    | 8       | 9      | 10     | 11      | 12      | 13      | 14      | 15  | 16  | Prv | Toč |
| ---- | ------------------ | -------- | ----------- | ------ | ------ | ------ | ------ | ------- | ----- | ---- | ------- | ------ | ------ | ------- | ------- | ------- | ------- | --- | --- | --- | --- |
| 1987 | Team El Charro AGS | AGS JH22 | Cosworth V8 | BRA 12 | SMR 13 | BEL 10 | MON 13 | VZDA 12 | FRA 9 | VB 9 | NEM Ret | MAD 13 | AVT NC | ITA DNQ | POR DNQ | ŠPA Ret | MEH DNQ | JAP | AVS | -   | 0   |